# Campeonato Mundial de Atletismo em Pista Coberta de 2014 - Salto em distância masculino
A prova do Salto em distância masculino do Campeonato Mundial de Atletismo em Pista Coberta de 2014 foi disputada entre 7 e 8 de março na Ergo Arena em Sopot, na Polônia.

## Recordes
Antes desta competição, os recordes mundiais e do campeonato nesta prova eram os seguintes:
|    | Nome         | Nacionalidade  | Distância | Local                       | Data                  |
| -- | ------------ | -------------- | --------- | --------------------------- | --------------------- |
| WR | Carl Lewis   | Estados Unidos | 8m 79cm   | Nova Iorque, Estados Unidos | 27 de janeiro de 1984 |
| CR | Iván Pedroso | Cuba           | 8m 62cm   | Maebashi, Japão             | 7 de março de 1999    |

## Medalhistas
| Ouro                          | Prata           | Bronze               |
| Mauro Vinícius da Silva (BRA) | Li Jinzhe (CHN) | Michel Tornéus (SWE) |

## Cronograma
| Data       | Hora  | Evento        |
| ---------- | ----- | ------------- |
| 7 de março | 19:20 | Eliminatórias |
| 8 de março | 19:50 | Final         |

## Resultados

### Eliminatórias
Qualificação: 8,05 m  (Q) ou os 8 melhores qualificados (q).  .
| Coocação | Atleta                  | Nacionalidade  | Provas | Provas | Provas | Resultado | Notas |
| Coocação | Atleta                  | Nacionalidade  | 1      | 2      | 3      | Resultado | Notas |
| -------- | ----------------------- | -------------- | ------ | ------ | ------ | --------- | ----- |
| 1.       | Adrian Strzałkowski     | Polónia        | 8,18   |        |        | 8,18      | Q, NR |
| 2.       | Christian Reif          | Alemanha       | 7,80   | 7,90   | 8,13   | 8,13      | Q, SB |
| 3.       | Luis Tsatumas           | Grécia         | 7,98   | x      | 8,10   | 8,10      | Q     |
| 4.       | Li Jinzhe               | China          | 8,02   | –      | 8,08   | 8,08      | Q     |
| 5.       | Michel Tornéus          | Suécia         | 6,24   | x      | 8,08   | 8,08      | Q     |
| 6.       | Aleksandr Mieńkow       | Rússia         | 8,04   | –      | –      | 8,04      | q     |
| 7.       | Mauro Vinícius da Silva | Brasil         | 7,64   | 7,58   | 8,02   | 8,02      | q, SB |
| 8.       | Luis Rivera             | México         | 7,58   | 8,01   | –      | 8,01      | q, NR |
| 9.       | Tyron Stewart           | Estados Unidos | 8,00   | –      | 7,79   | 8,00      |       |
| 10.      | Ignisious Gaisah        | Países Baixos  | 7,90   | 7,99   | 7,84   | 7,99      | SB    |
| 11.      | Irving Saladino         | Panamá         | 7,73   | 7,94   | 7,88   | 7,94      |       |
| 12.      | Zarck Visser            | África do Sul  | x      | 7,93   | 7,64   | 7,93      | SB    |
| 13.      | Ngonidzashe Makusha     | Zimbabwe       | 7,63   | 7,85   | 7,69   | 7,85      |       |
| 14.      | Fabrice Lapierre        | Austrália      | 7,76   | x      | 7,70   | 7,76      |       |
| 15.      | Damar Forbes            | Jamaica        | 7,69   | 7,63   | 7,58   | 7,69      |       |
| 16.      | Jeff Henderson          | Estados Unidos | 6,96   | 7,43   | x      | 7,43      |       |
| 17.      | Arsen Sargsjan          | Armênia        | 7,28   | 7,39   | x      | 7,39      |       |

### Final
A final ocorreu dia 8 de março. 
| Colocação         | Atleta                  | Nacionalidade | Provas | Provas | Provas | Provas | Provas | Provas | Resultado | Notas |
| Colocação         | Atleta                  | Nacionalidade | 1      | 2      | 3      | 4      | 5      | 6      | Resultado | Notas |
| ----------------- | ----------------------- | ------------- | ------ | ------ | ------ | ------ | ------ | ------ | --------- | ----- |
| Medalha de ouro   | Mauro Vinícius da Silva | Brasil        | 8,06   | 7,94   | x      | 8,04   | x      | 8,28   | 8,28      | NR    |
| Medalha de prata  | Li Jinzhe               | China         | 8,19   | 8,07   | 8,23   | 7,52   | x      | x      | 8,23      | SB    |
| Medalha de bronze | Michel Tornéus          | Suécia        | x      | 8,13   | x      | 8,21   | x      | 8,10   | 8,21      | SB    |
| 4.                | Luis Tsatumas           | Grécia        | 7,98   | 8,13   | x      | x      | 8,10   | x      | 8,13      |       |
| 5.                | Aleksandr Mieńkow       | Rússia        | 8,01   | 8,07   | x      | 8,08   | –      | –      | 8,08      |       |
| 6.                | Adrian Strzałkowski     | Polónia       | 7,80   | 7,80   | x      | 7,96   | 7,93   | x      | 7,96      |       |
| 7.                | Luis Rivera             | México        | 7,79   | 7,93   | 7,90   | 7,92   | 7,93   | 7,86   | 7,93      |       |
| 8.                | Christian Reif          | Alemanha      | 7,60   | 7,67   | x      | x      | 7,75   | x      | 7,75      |       |

Legenda
| Recorde mundial       | Recorde mundial (World record)               |                       | Recorde africano                      | Recorde africano (African) |                                           | Q | Classificado por posição (Qualified) |
| Recorde do campeonato | Recorde do campeonato (Championship record)  | Recorde da América    | Recorde da América (Americas)         | q                          | Classificado por melhor tempo (Qualified) |   |                                      |
| Melhor marca do ano   | Melhor marca do ano (World leading)          | Recorde asiático      | Recorde asiático (Asian)              | DNS                        | Não largou (Did not start)                |   |                                      |
| Recorde nacional      | Recorde nacional (National record)           | Recorde europeu       | Recorde europeu (European)            | DNF                        | Não terminou (Did not finish)             |   |                                      |
| Recorde pessoal       | Recorde pessoal do atleta (Personal best)    | Recorde da Oceania    | Recorde da Oceania (Oceania)          | DSQ / DQ                   | Desclassificado (Disqualified)            |   |                                      |
| Recorde da temporada  | Recorde da temporada do atleta (Season best) | Recorde sul-americano | Recorde sul-americano (South America) | NM                         | Sem marca (No mark)                       |   |                                      |